# Handbalclub Duffel
Handbalclub Duffel, kortweg HC Duffel, is een Belgische handbalclub uit Duffel.

## Geschiedenis
De club werd in 1963 opgericht door voormalige veldhandballers, waaronder voormalig Mechels burgemeester Jos Vanroy. Hierdoor maakte de club een steile opgang vanuit de provinciale reeksen naar tweede nationale in amper drie jaar tijd. 
In seizoen 1976-'77 werd de club in deze reeks kampioen en promoveerden ze naar eerste nationale. Het daaropvolgende seizoen bereikte de club de finale van de Beker van België, waarin nipt werd verloren (12-10) van KV Sasja HC Hoboken. In 1977-'78 bereikte de club voor de tweede maal de bekerfinale, ditmaal moesten ze de duimen leggen tegen Klub Mechelen bij een eindstand van 16-21. Na een verblijf van drie jaar in de hoogste klasse degradeerde de Duffelse club. 
Nog eenmaal keerde ze terug op het hoogste niveau, nadat in 1980-'81 de titel werd behaald in tweede nationale. Daarna volgde verschillende degradaties, waardoor de club opnieuw in de provinciale reeksen belandde. 

## Bekende (ex-)spelers
- Hubert Blootacker
- Francis Dirickx
- Rik Luickx
- Jos Vanroy